# Joel Huiqui
Joel Adrián Huiqui Andrade (Los Mochis, 18 febbraio 1983) è un ex calciatore messicano, di ruolo difensore.

## Palmarès

### Club
- Primera División de México: 1

Pachuca: Apertura 2003
- Copa México: 1

Monarcas Morelia: Apertura 2013